# Phyllanthus ussuriensis
Phyllanthus ussuriensis är en emblikaväxtart som beskrevs av Franz Josef Ivanovich Ruprecht och Carl Maximowicz. Phyllanthus ussuriensis ingår i släktet Phyllanthus och familjen emblikaväxter. Inga underarter finns listade i Catalogue of Life.